# Paul Morel
Pour l’article ayant un titre homophone, voir Paul Morelle.
Pour les articles homonymes, voir Morel.
Jean-Paul Morel est un homme politique français né le 20 septembre 1869 à Vesoul (Haute-Saône) et mort le 23 décembre 1933 à Lagny-sur-Marne (Seine-et-Marne).

## Biographie
Paul Morel naît au 15, rue Basse (actuelle rue Paul-Morel, qui fut rebaptisée en son honneur) en 1869. Il effectue ses études au lycée Gérôme de Vesoul.
Paul Morel est élu maire de Vesoul de 1908 à 1933, après avoir été conseiller municipal.
Il meurt le 23 décembre 1933 à Lagny-sur-Marne (Seine-et-Marne) dans l'accident ferroviaire de Lagny-Pomponne et est inhumé dans l'ancien cimetière de Vesoul.

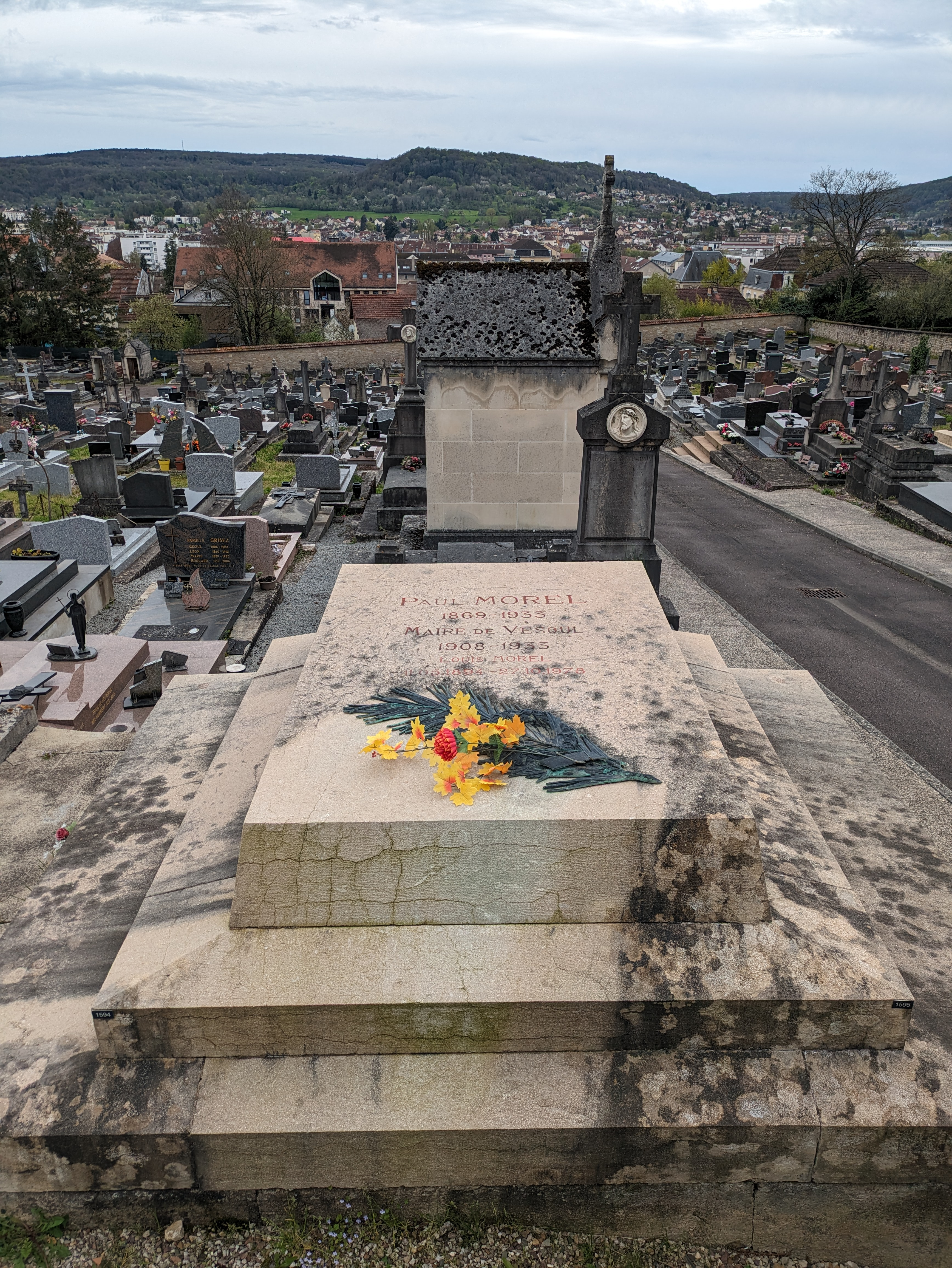
La tombe de Paul Morel (ancien cimetière de Vesoul)

## Mandats
- Député Gauche radicale (Radicaux indépendants) de la Haute-Saône de 1909 à 1919 et de 1924 à 1928;
- Sous-secrétaire d'État à l'Intérieur du 14 janvier 1912 au 9 décembre 1913 dans les gouvernements Raymond Poincaré (1), Aristide Briand (3), Aristide Briand (4) et Louis Barthou
- Sous-secrétaire d'État au Commerce, à l'Industrie, aux Postes et Télégraphes du 12 septembre au 16 novembre 1917 dans le gouvernement Paul Painlevé (1)
- Sous-secrétaire d'État aux Finances du 6 février au 27 novembre 1919 dans le gouvernement Georges Clemenceau (2)
- Sous-secrétaire d'État au Budget du 28 novembre 1925 au 9 mars 1926 dans le gouvernement Aristide Briand (8)
- Sous-secrétaire d'État aux Régions Libérées du 10 mars au 23 juin 1926 dans le gouvernement Aristide Briand (9)
- Sous-secrétaire d'État au Trésor du 19 au 23 juillet 1926 dans le gouvernement Édouard Herriot (2)